# ボールズ・トゥ・ピカソ
『ボールズ・トゥ・ピカソ』（Balls to Picasso）は、ブルース・ディッキンソンが1994年に発表した、2作目のソロ・アルバム。

## 解説
ディッキンソンは、1993年にアイアン・メイデンを一度脱退しており（1999年に復帰）、本作からソロ活動を本格化させた。当初は、前作『タトゥード・ミリオネア』をプロデュースしたクリス・タンガリーディスを再び起用してレコーディングを行うが、その後プロデューサーをキース・オルセンに変更している。しかし、これらの録音はお蔵入りとなり、一部の楽曲は後にシングルB面曲として発表された。
最終的には、シャイ・ベイビーのプロデュースにより本作が録音された。バック・バンドには、当時無名だったトライブ・オブ・ジプシーズのメンバーが参加しており、同バンドの中心人物であるロイ・Zは、収録曲のほとんどをディッキンソンと共作した。「ラフィング・イン・ザ・ハイディング・ブッシュ」には、後にライズ・トゥ・リメインのボーカリストとして活動するディッキンソンの息子、オースティンもソングライティングに参加している。
本作からは、「ティアーズ・オブ・ザ・ドラゴン」（全英28位）、「シュート・オール・ザ・クラウンズ」（全英37位）がシングル・ヒットした。
2005年にサンクチュアリ・ミッドラインから発売されたイギリス盤リマスターCDは、シングルのカップリング曲やライヴ・ヴァージョン等が収録されたボーナス・ディスク付きの2枚組仕様となっている。
制作当初はアルバムタイトルが『ラフィング・イン・ザ・ハイディング・ブッシュ』の予定だったが変更され、アートワークも変更された。その没になったアートワークは、アンスラックスのアルバム『ストンプ442』のアートワークとして再利用されている。

## 収録曲
特記なき楽曲はブルース・ディッキンソンとロイ・Zの共作。
1. サイクロプス — Cyclops — 7分57秒
2. ヘル・ノー — Hell No — 5分11秒
3. ゴッズ・オブ・ウォー — Gods of War — 5分1秒
4. サウザンド・ポインツ・オブ・ライト — 1000 Points of Light — 4分25秒
5. ラフィング・イン・ザ・ハイディング・ブッシュ — Laughing in the Hiding Bush (Bruce Dickinson、Roy Z、Austin Dickinson) — 4分20秒
6. チェンジ・オブ・ハート — Change of Heart — 4分57秒
7. シュート・オール・ザ・クラウンズ — Shoot All the Clowns — 4分23秒
8. ファイア — Fire (B. Dickinson、Roy Z、Eddie Casillas) — 4分27秒
9. セイクリッド・カウボーイズ — Sacred Cowboys — 3分53秒
10. ティアーズ・オブ・ザ・ドラゴン — Tears of the Dragon (B. Dickinson) — 6分20秒

### 2005年再発盤ボーナス・ディスク
1. Fire Child — 6分24秒
2. Elvis Has Left the Building — 3分23秒
3. The Breeding House — 5分18秒
4. No Way Out… To Be Continued — 7分31秒
5. Tears of the Dragon (アコースティック・チルアウト) — 4分32秒
6. Winds of Change — 4分14秒
7. Spirit of Joy — 3分13秒
8. Over and Out — 4分32秒
9. Shoot All the Clowns (12秒延長リミックス) — 5分39秒
10. Laughing in the Hiding Bush (ライブ) — 4分17秒
11. The Post Alternative Seattle Fall Out (ライブ) — 5分4秒
12. Shoot All the Clowns (7秒リミックス) — 4分17秒
13. Tibet — 3分2秒
14. Tears of the Dragon (First Bit, Long Bit, Last Bit) — 8分20秒
15. Cadillac Gas Mask — 4分9秒
16. No Way Out… Continued — 5分21秒

## 参加ミュージシャン
- ブルース・ディッキンソン — ボーカル
- ロイ・Z — ギター
- エディ・カシラス — ベース
- デヴィッド・イングラム — ドラムス
- ダグ・ヴァン・ブーヴェン — パーカッション

ゲスト・ミュージシャン
- マリオ・アギラー — バッキング・ボーカル (トラック7.)
- ディーン・オルテガ — バッキング・ボーカル (トラック7.)
- ディッキー・フリスザール — ドラムス (トラック10.)